# وحدة كليرمون فيرون الحضرية
وحدة كليرمون فيرون الحضرية، هي وحدة حضرية فرنسية تتمركز حول مدينة كليرمون فيران، عاصمة وأكبر مدن إقليم بوي دي دوم. تقع في منطقة أوفيرني رون ألب حيث تحتل المرتبة الرابعة إقليمياً. تُعتبر هذه الوحدة من الوحدات الحضرية الكبيرة في فرنسا، حيث يزيد عدد سكانها عن 200,000 نسمة.

## التطور الديموغرافي (تقسيم المناطق 2020)
ويتعلق التطور الديموغرافي أدناه بالوحدة الحضرية حسب المحيط المحدد في عام 2020.
| 1968    | 1975    | 1982    | 1990    | 1999    | 2009    | 2014    | 2020    |
| ------- | ------- | ------- | ------- | ------- | ------- | ------- | ------- |
| 221,765 | 253,244 | 256,189 | 254,416 | 258,541 | 259,702 | 264,704 | 273,443 |